# Vanilla Sky
«Vanilla Sky» — італійський поп-панк гурт, заснований у 2002 році. Їхній перший альбом, «Play It If You Can't Say It», вийшов 6 листопада 2002 року. Дотепер вони випустили 3 альбоми і регулярно гастролюють по Європі.

## Історія

### Створення гурту та ранні етапи кар'єри
Гурт Vanilla Sky був утворений в лютому 2002 року. Місцем народження гурту можна вважати місто Рим, Італія, де учасники зібралися з метою створення нового проекту, який допоміг би їм використовувати весь накопичений досвід для освоєння нового стилю музики - американського панк-року. Перший альбом, який вони записали, називався «Play It If You Can’t Say It», який складався з п'яти пробних пісень. Разом з альбомом гурт почав давати невеликі виступи у різних клубах Риму. Весь тираж їх першого альбому був розпроданий протягом двох місяців, і тим самим привернув увагу аудиторії до італійської панк-рок сцени, а також сприяв появі незалежної музичної компанії Wynona Records. Вже в 2003 році був укладений контракт між гуртом Vanilla Sky та студією Wynona Records, що сприяло подальшому випуску компакт-дисків. Через деякий час, виходить їх подвійний альбом, який називається «Too Loud for You». За ним пішов ще один — «The Rest is History». Цей міні-альбом був випущений незалежною музичною студією Ambience Records, і дозволив гурту отримати популярність по всьому світу.
Справжнім проривом для них став альбом Waiting For Something, який був випущений в Італії, Німеччині, Австрії, Франції, Англії, Японії й Аргентині. Після цього колектив Vanilla Sky відправився у дворічне турне по всій Європі, ділячи сцену з такими відомими гуртами як Offspring та +44. Також у творчості гурту помітні кавер-версії пісень інших рок-гуртів, таких як Lady GaGa та Green Day.
2007 рік — новий альбом CHANGES. І новий Європейський тур, який нарешті добрався і до пострадянського простору.
Їх яскрава, весела і досить саркастична версія супер-популярного хіта «Umbrella» давно вже наступила на п'яти оригіналу і поселилася в серцях слухачів.
2009 рік — з гурту йдуть барабанщик Лука Алессандреллі і басист Франческо Сарсано. На їх місце через півроку приходять нові учасники — Jacopo Volpe та Antonio Filippelli. 
У цей час хлопці знаходяться в безперервному робочому процесі запису нового альбому, реліз якого запланований на початок 2010 року. На підтримку альбому буде так само великий тур, який зачепить Україну.

### Концерти та гастролі
Влітку 2003 року учасники гурту вирішили зробити перерву в студійному записі музики та організували декілька живих виступів. Після повернення додому робота над записом нових треків продовжилася, і був випущений їх перший повноцінний альбом Waiting for Something. Відразу після цього, почалися їх шеститижневі гастролі по Європі разом з таким гуртами, як Forty Winks та The Break. У 2004 році гурт розпочав друге турне по Європі для того, щоб привернути увагу до свого нового альбому. Це турне, яке Vanilla Sky організувала разом з гуртои Maxeen, тривало півтора місяця. Незабаром після цього до них надійшла пропозиція від поп-панк гурту The Ataris з метою організувати турне по Італії. Ще одні гастролі послідували після того, як гурт відсвяткував успіх свого першого альбому. З червня по вересень 2004 року, гурт провів кілька концертів просто неба, які пройшли в різних країнах Європи. Разом з ними на фестивалі до Дня незалежності в Болоньї на сцені виступали такі гурти, як Yellowcard та Flogging Molly. Місяцем пізніше вони провели ще одне тримісячне турне по Італії.
Внаслідок зростання популярності гурту, студія Wynona Records видала мініальбом Play It If You Can't Say It ще раз у грудні 2004 року, доповнивши його трьома новими треками. Випуск альбому був проведений в країнах Європи, а також в Японії. У січні 2005 року гурт провів турне по Німеччині і виступив у прямому ефірі на німецькому телебаченні. В кінці січня було заявлено про те, що Vanilla Sky планує почати гастролі по Японії. Відразу після повернення додому, в рідну Італію, гурт став головною учасником турне під назвою «Punk is Dead», яке проходило в Австрії. Потім, з березня по травень, пройшов ще ряд європейських гастролей гурту по таких країнах, як Іспанія, Бельгія, Нідерланди і Німеччина, на додаток до їх основного туру по Великій Британії.

## Склад гурту
- Vincenzo «Vinx» Mario Cristi (Вінченцо «Вінкс» Маріо Крісті) — вокал, гітара
- Daniele «Brian» Brian Autore (Даніелє «Браян» Бріан Ауторе) — вокал, гітара
- Antonio «Tony» Filippelli (Антоніо «Тоні» Філіппеллі) - бас
- Jacopo Volpe (Якопо Волпе) - барабани

### Колишні учасники
- Francesco «Cisco» Sarsano (Франческо «Чіско» Сарсано) — бас-гітара, бек-вокал
- Luca «Luca» Alessandrelli (Лука «Лука» Алессандреллі)— ударні, бек-вокал

## Дискографія

### Альбоми
- 2002 - Play It If You Can't Say It
- 2003 - Too Loud for You
- 2003 - The Rest Is History
- 2004 - Waiting for Something
- 2004 - Play It If You Can't Say It
- 2006 - Vanilla Sky - Tour Edition
- 2007 - Changes (Universal Music)
- 2007 - Changes - Edizione Speciale
- 2010 - Fragile

### Сингли
| Рік  | Назва                                           | Позиції у чартах | Позиції у чартах | Позиції у чартах | Позиції у чартах | Позиції у чартах | Альбом                |
| Рік  | Назва                                           | ITA Airplay      | ITA              | BEL              | NET              | POL              | Альбом                |
| ---- | ----------------------------------------------- | ---------------- | ---------------- | ---------------- | ---------------- | ---------------- | --------------------- |
| 2004 | «Distance»                                      | -                | -                | -                | -                | -                | Waiting for Something |
| 2007 | «Break It Out»                                  | 23               | -                | -                | -                | -                | Changes               |
| 2007 | «Umbrella»                                      | 5                | -                | 20               | 68               | 62               | Changes               |
| 2008 | «Goodbye»                                       | -                | -                | -                | -                | -                | Changes               |
| 2010 | «Just Dance»(кавер "панк-рок версія" Lady Gaga) | -                | -                | -                | -                | -                |                       |

### Відео
| Рік  | Назва                |
| ---- | -------------------- |
| 2004 | Distance             |
| 2004 | The point            |
| 2005 | Goodbye              |
| 2007 | Umbrella             |
| 2007 | Break it out         |
| 2010 | Just Dance           |
| 2010 | 1981                 |
| 2010 | Vivere Diversi       |
| 2010 | L'ultimo Primo Bacio |
| 2010 | On fire              |
| 2010 | Frames               |